# Mabel Taylor
Mabel Taylor, född 7 december 1879, död 1 juli 1967, var en amerikansk bågskytt. Hon deltog vid olympiska sommarspelen 1904.